# Synaspismos
Die Koalition der Linken, der Bewegungen und der Ökologie (griechisch Συνασπισμός της Αριστεράς των κινημάτων και της Οικολογίας Synaspismós tis aristerás ton kinimáton ke tis ikologías, kurz ΣΥΝ oder SYN, alternativ auch Synaspismos) war eine linke politische Partei in Griechenland. Sie wurde 1992 gegründet und
löste sich im Juni 2013 in die Nachfolgepartei SYRIZA auf. Synaspismos setzte sich unter anderem für Ökologie, Feminismus und Pazifismus ein und war ab 1996 auf nationaler Ebene die viertgrößte Partei Griechenlands.

## Politische Ausrichtung
Synaspismos war eine postkommunistische und reformistische Partei der postmaterialistischen Neuen Linken oder „postmodernen Linken“, die sich weder als klassisch kommunistisch noch als sozialdemokratisch versteht. Ihr Programm war auf demokratischen Sozialismus, Schutz von Minderheitenrechten und Ökologie ausgerichtet. Sie kann damit als „rot-grüne“ oder „grün-linke“ Partei klassifiziert werden. Der europäischen Integration stand Synaspismos positiv gegenüber, wollte die EU aber harmonischer, demokratischer und egalitärer gestalten. Sie kann als ein Beispiel einer linken und zugleich entschieden proeuropäischen Partei gelten, wobei sie vor allem hoffte, ein fortschrittliches und sozial gerechtes Europa als Gegenpol zum Kapitalismus US-amerikanischer Prägung zu schaffen. Die Partei war eng mit der globalisierungskritischen bzw. altermondialistischen Bewegung verbunden.
Synaspismos war Mitglied der Partei der Europäischen Linken und hatte Beobachterstatus bei der Europäischen Antikapitalistischen Linken. Im Europäischen Parlament gehörte er der Konföderalen Fraktion der Vereinten Europäischen Linken/Nordische Grüne Linke (GUE/NGL) an.
Bis 2012 kam Synaspismos über Wahlergebnisse zwischen 3 und 5 % nicht heraus. Er wurde hauptsächlich von Angestellten, Studenten und Intellektuellen unterstützt, während er Industriearbeiter, Unterschicht und ländliche Bevölkerung kaum erreichte.

## Geschichte

### Synaspismos als Wahlbündnis
Als frühester Vorläufer des Synaspismos kann die eurokommunistische Kommunistische Partei Griechenlands – Inland (KKE-Inland) angesehen werden. Diese trennte sich 1968 von der Kommunistischen Partei Griechenlands (KKE), weil sie angesichts des Prager Frühlings in der Tschechoslowakei die unkritische Unterstützung der Sowjetunion durch die KKE nicht mehr mittragen wollte. Die KKE-Inland spaltete sich 1986 erneut, die Mehrheit der Partei benannte sich in Elliniki Aristera (E.Ar, ‚Griechische Linke‘) um und tilgte Hammer und Sichel aus ihrem Symbol.
1989 ging die Griechische Linke ein Wahlbündnis mit der traditionellen KKE und kleineren Linksparteien unter dem Namen Koalition der Linken und des Fortschritts (Συνασπισμός της Αριστεράς και της Προόδου, Synaspismós tis Aristerás kai tis Proódou) ein. Das war eine Reaktion auf den Wandel in der Sowjetunion und anderen Ostblockstaaten und die Krise der damals regierenden sozialdemokratischen PASOK. Gemeinsam hofften sie, einen wesentlichen Teil der bisherigen PASOK-Wählerschaft zu einem Wechsel zu bewegen. Mittelfristig planten die Führungen der beiden Parteien, das Bündnis sogar zu einer Einheitspartei erstarken zu lassen. Bei der Wahl im Juni 1989 gewann Synaspismos 13,1 % der Stimmen und ging – da keine der beiden großen Parteien eine absolute Mehrheit hatte – eine kurzlebige Koalition mit der konservativen Nea Dimokratia ein, um die skandalbelastete PASOK abzulösen. Der orthodox marxistisch-leninistische Teil der KKE verließ das Bündnis 1991 wieder. 

### Selbstständige Partei
Ein reformorientierter Teil überwiegend jüngerer Mitglieder verblieb jedoch beim Synaspismos, der sich im Juni 1992 in eine gemeinsame Partei umwandelte, die zunächst denselben Namen behielt wie das Wahlbündnis. Erste Vorsitzende der Partei war Maria Damanaki.
1993 scheiterte Synaspismos bei den Wahlen knapp an der 3-Prozent-Hürde. Nach dieser Niederlage trat Damanaki als Parteivorsitzende zurück. Ihr folgte Nikos Konstantopoulos, der die Partei bis 2004 führte. Bei der Europawahl 1994 kam die Partei jedoch auf 6,25 % und konnte zwei Vertreter in das Europäische Parlament entsenden. Sie schlossen sich der Konföderalen Fraktion der Vereinten Europäischen Linken an, die sich Anfang 1995 in Vereinte Europäische Linke/Nordische Grüne Linke (GUE/NGL) umbenannte. Mit einem Ergebnis von 5,12 % gelang 1996 der Einzug in das Griechische Parlament, wo Synaspismos dann bis zu seiner Auflösung ununterbrochen vertreten war. Ab 1999 ging der Stimmenanteil allerdings zurück; Synaspismos überwand 2000 und 2004 nur knapp die 3-Prozent-Hürde.
Synaspismos befürwortete die Einführung der Euro-Währung, forderte aber zugleich einen weitergehenden Wandel der Finanz- und Sozialpolitik und eine Europäische Wirtschaftsregierung um den Einfluss der Europäischen Zentralbank (EZB) auszugleichen. Die Partei lehnte die Luftangriffe der NATO auf Jugoslawien 1999 ab und sprach sich für eine Stärkung der europäischen Außen- und Sicherheitspolitik gegenüber der amerikanisch dominierten NATO aus.
Im Jahr 2003 benannte sich die ‚Koalition der Linken und des Fortschritts‘ um in ‚Koalition der Linken, der Bewegungen und der Ökologie‘. Der eingebürgerte Kurzname blieb jedoch gleich. 

### Bestandteil von SYRIZA

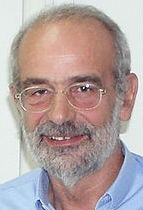
Alekos Alavanos

Bei den Parlamentswahlen 2004 bildete Synaspismos gemeinsam mit weiteren linken Parteien und Gruppen die Koalition der Radikalen Linken (griechisch Συνασπισμός της Ριζοσπαστικής Αριστεράς Synaspismós Rizospastikī́s Aristerás, SYRIZA), welche 3,26 % der Wählerstimmen und sechs Mandate errang. Im Mai 2004 beteiligte sich Synaspismos an der Gründung der Partei der Europäischen Linken. Bei den Europawahlen am 13. Juni 2004 erreichte Synaspismos 4,16 % und entsandte einen Abgeordneten ins Europäische Parlament. Im Dezember 2004 übernahm Alekos Alavanos den Parteivorsitz.

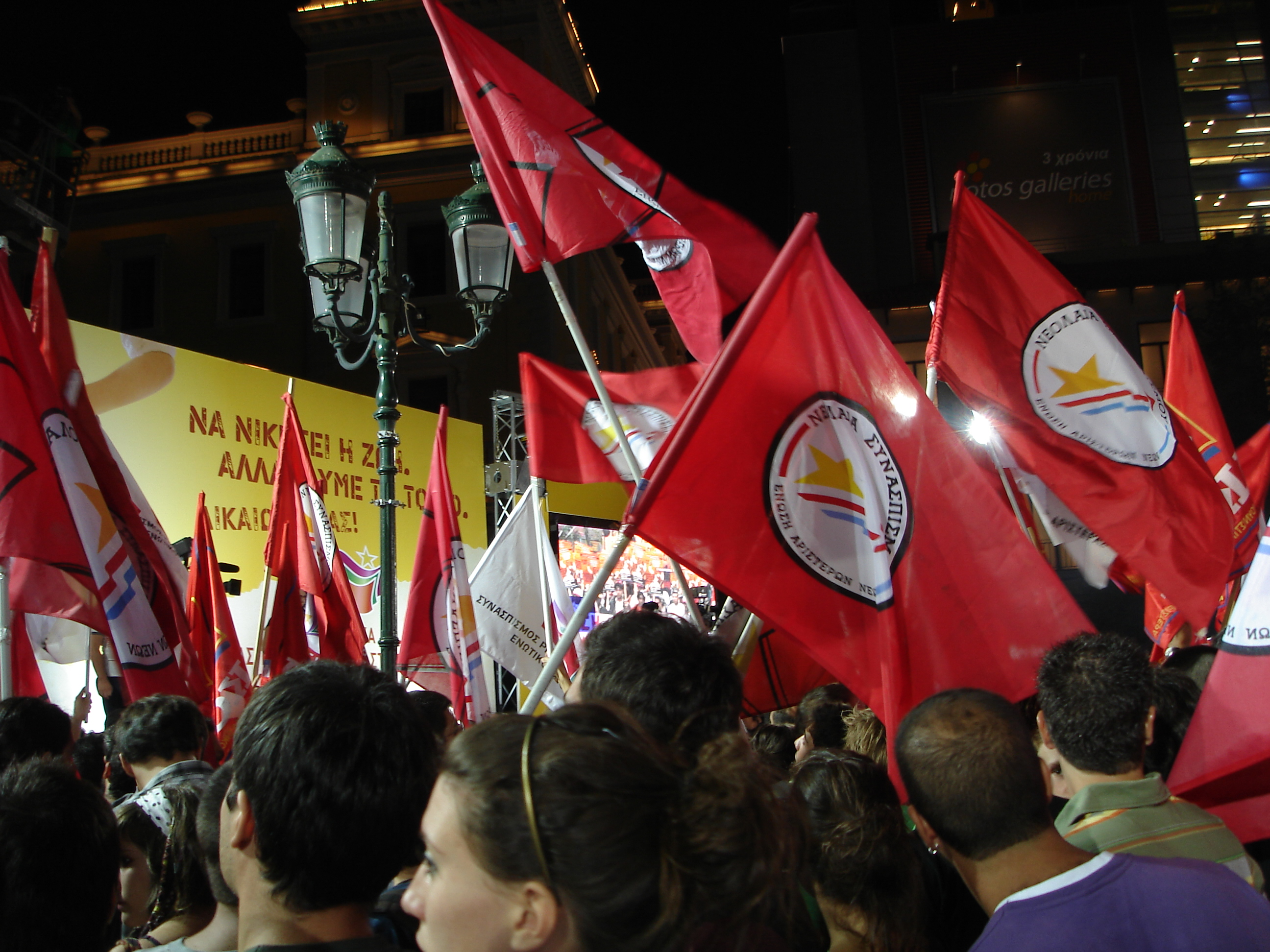
Parteijugend des Synaspismos (2007)

Die Ausrichtung des Vierten Europäischen Sozialforums 2006 in Athen war ein wichtiger Erfolg für die Partei und SYRIZA insgesamt, der auch die Bindungen innerhalb des Bündnisses stabilisierte. Bei der Parlamentswahl 2007 erhielt SYRIZA 5,04 % der Stimmen und erlangte 14 Sitze in der Vouli. Beim fünften Parteitag im Februar 2008 wurde der damals erst 33-jährige Ingenieur und Sekretär der Jugendorganisation der Partei Alexis Tsipras zum Vorsitzenden gewählt. Er war bis 2012 der letzte Parteichef des Synaspismos. Bei der griechischen Parlamentswahl 2009 kam die Partei auf 4,6 % und 13 Sitze.
Im Juni 2010 spaltete sich die DIMAR (Demokratische Linke) von Synaspismos ab und zog bei Wahlen 2012 auch gleich ins Parlament ein. Ab Juni 2012 unterstützten diese die Regierung von Andonis Samaras, ohne jedoch einen Minister zu stellen. Bei der Parlamentswahl vom 6. Mai 2012 wurde Syriza mit 16,8 % der Wählerstimmen zur zweitstärksten Partei, hinter der Nea Dimokratia und vor der PASOK. Sie hielt 52 Mandate im griechischen Parlament.
Nach dem Wahlerfolg bei der Wahl im Mai 2012 sahen Meinungsumfragen Syriza Kopf an Kopf mit der Nea Dimokratia an der Spitze der Wählergunst bei der Wahl am 17. Juni 2012. Da das griechische Wahlrecht der stärksten Partei einen Bonus von 50 zusätzlichen Parlamentssitzen gewährt, dies aber nur für selbständige Parteien, nicht für Wahlbündnisse gilt, reichte Syriza bei dem für die Zulassung der Parteien zur Wahl zuständigen Obersten Gerichtshof eine Gründungserklärung ein, mit der sie sich als Partei mit dem Namen SYRIZA – Vereinte Soziale Front (ΣΥΡΙΖΑ Ενωτικό Κοινωνικό Μέτωπο) neu gründete.